# Scinax exiguus
Scinax exiguus är en groddjursart som först beskrevs av William Edward Duellman 1986.  Scinax exiguus ingår i släktet Scinax och familjen lövgrodor. IUCN kategoriserar arten globalt som livskraftig. Inga underarter finns listade i Catalogue of Life.